# سيح دعيليان (السنينة)
سيح دعيليان منطقة سكنية تقع في ولاية السنينة، التابعة لمحافظة البريمي في سلطنة عمان. يقدر عدد سكانها بـ 9 نسمة حسب إحصاء عام 2010 التابع للمركز الوطني للإحصاء والمعلومات الحكومي. رمز المنطقة هو 40330330.

## الوصلات الخارجية
- المركز الوطني للإحصاء والمعلومات، سلطنة عمان